# Саньду-Шуйский автономный уезд
Саньду-Шуйский автономный уезд (кит. упр. 三都水族自治县, пиньинь Sāndū Shuǐzú zìzhìxiàn) — автономный уезд Цяньнань-Буи-Мяоского автономного округа провинции Гуйчжоу (КНР).

## История
Во времена империи Цин в 1731 году был создан Дуцзянский комиссариат (都江厅). После Синьхайской революции в Китае была проведена реформа структуры административного деления, в ходе которой комиссариаты были упразднены, и поэтому в 1913 году Дуцзянский комиссариат был преобразован в уезд Дуцзян (都江县), а в месте проживания национальных меньшинств, ранее управлявшихся традиционными структурами, был создан уезд Саньхэ (三合县).
В 1941 году уезды Саньхэ и Дуцзян были объединены в уезд Саньду (三都县).
После вхождения этих мест в состав КНР в 1950 году был создан Специальный район Душань (独山专区), и уезд вошёл в его состав. В 1952 году власти специального района переехали из уезда Душань в уезд Дуюнь, и Специальный район Душань был переименован в Специальный район Дуюнь (都匀专区). 
8 августа 1956 года Специальный район Дуюнь был расформирован, и был создан Цяньнань-Буи-Мяоский автономный округ; уезд вошёл в состав автономного округа, где был преобразован в Саньду-Шуйский автономный уезд.

## Административное деление
Автономный уезд делится на 1 уличный комитет и 6 посёлков.